# Jubilee (группа)
Jubilee — рок-группа из Лос-Анджелеса, сформировалась в 2007 году. В её состав входят: Аарон Норт (Nine Inch Nails, The Icarus Line) — вокал, гитара; Майкл Шумен (Queens of the Stone Age, Wires on Fire) — вокал, бас-гитара; Джефф Линн (Wires on Fire) — гитара; Трой Петри — ударные.
Согласно пресс-релизу, о звучании Jubilee было сказано, что это «The Replacements, The Stone Roses, Нил Янг, Blur, Jane's Addiction, Боб Дилан, Creedence Clearwater Revival и The Verve в одном».
Группа работает с Buddyhead Records, 21 января 2008 года вышел сингл «Rebel Hiss» с их дебютного альбома. На этом сингле представлены четыре композиции: «Rebel Hiss», «Fuzz Are Down», «The Fool on the Pill» и кавер-версия песни «L.A» Нила Янга.
В августе 2008 года группа выпустила второй сингл с предстоящего дебютного альбома под названием «In With the Out Crowd».

## Дискография
- «Rebel Hiss» (сингл, релиз 21 января 2008)
- «In With the Out Crowd» (сингл, релиз 11 августа 2008)